# 6e régiment de parachutistes d'infanterie de marine
Le 6e régiment de parachutistes d'infanterie de marine (en abrégé 6e RPIMa) est un régiment de parachutistes français créé à Quimper le 16 mai 1948 sous le nom de 6e bataillon colonial de commandos parachutistes (6e BCCP) et dont la filiation remonte aux 1re et 2e demi-brigades coloniales de commandos parachutistes SAS.
Cette unité s'est particulièrement illustrée lors des guerres d'Indochine et d'Algérie. Il est le seul régiment de l'armée française composé d'appelés volontaires pour servir dans les troupes aéroportées, formés et aptes à intervenir en opérations extérieures. Le régiment est dissous en 1998 à la suite de la professionnalisation des armées et de la suppression du service militaire obligatoire.
En 2025, il devient le 11e régiment parachutiste d'instruction et d'entrainement (11e RPIE).

## Création et différentes dénominations
- 16 mai 1948 : création à Quimper du 6e BCCP (6e bataillon colonial de commandos parachutistes).
- 1er octobre 1950 : le 6e BCCP devient le 6e GCCP (6e groupement colonial de commandos parachutistes).
- 1er mars 1951 : le 6e GCCP devient 6e BPC (6e bataillon de parachutistes coloniaux).
- 20 août 1951 : dissolution du bataillon lors de son embarquement pour la métropole.
- 5 juillet 1952 : le 6e BPC est reformé à Saint-Brieuc et devient le bataillon Bigeard.
- 8 mai 1954 : nouvelle dissolution du bataillon après la chute de Ðiện Biên Phủ.
- 1er août 1955 : le reliquat du bataillon renforcé par des éléments du IV/6e RTS forment le 6e RPC (6e régiment de parachutistes coloniaux) à Marrakech au Maroc puis est transféré en Algérie.
- 10 juillet 1957 : le 6e RPC intègre la 10e DP (10e division parachutiste).
- 1er décembre 1958 : le 6e RPC devient le 6e RPIMa ; en 1961, il intègre la nouvelle 11e DLI (11e division légère d'intervention) qui devient la 11e division puis la 11e DP (11e division parachutiste) puis la 11e brigade parachutiste.
- 16 janvier 1963 : implantation à la caserne Bosquet de Mont-de-Marsan, jusqu'à sa dissolution en 1998
- 30 juin 1998 : dissolution du régiment dans le cadre de la restructuration et de la professionnalisation de l'armée de terre.
- 26 avril 2017 : le drapeau du 6e RPIMa est confié au centre de formation initial des militaires du rang (CFIM) de Caylus.
- 5 avril 2019 : le CFIM de Caylus, par l'ordre du jour no 18 du général commandant la 11e BP, porte désormais le nom du CFIM/6e RPIMa[1].
- 1er juillet 2025 : 11e régiment parachutiste d'instruction et d'entraînement (11e RPIE).

## Historique des garnisons, campagnes et batailles

### Garnisons successives
Des bataillons
- 1948 : Quimper
- 1952 : Saint-Brieuc
- 1954 : Bayonne

Des régiments
- 1955 : Marrakech
- 1957 : Chréa (Blida)
- 1961 : Philippeville
- 1961 : Verdun
- 1962 : Mont-de-Marsan, caserne Bosquet
- 2019 : camp de Caylus

### Guerre d'Indochine
Les parachutistes coloniaux tirent leur origine des 1re et 2e demi-brigades coloniales de commandos parachutistes implantées en Bretagne et elles-mêmes héritières des parachutistes de la France libre, de la demi-brigade SAS.
Le 6e BCCP, embarque le 27 juin 1949 et débarque à Saïgon le 28 juillet. Il se distingue à Pho Trach et à Chaple en Centre-Annam, puis à Mao Khé au Tonkin, où, le 30 mars 1951, le bataillon résiste pendant toute une nuit aux attaques de quatre régiments vietminh. Après cinq heures de combat au corps à corps, l'adversaire se retire en abandonnant 400 tués, le 6e BPC perd quant à lui 148 hommes (51 tués et 97 blessés).
Le bataillon est dissous le 20 août 1951 lors de son embarquement pour la métropole.
Recréé le 5 juillet 1952, sous les ordres du chef de bataillon Marcel Bigeard, le bataillon s'illustre à Tu Lê en octobre 1952, pendant la deuxième offensive du Vietminh sur Nghia Lo et la Moyenne Région (après celle de 1951), puis à Lang Son en juillet 1953 (opération Hirondelle).
Le 6e BPC saute deux fois sur Ðiện Biên Phủ : le 20 novembre 1953, sur la DZ (drop zone) « Natacha » lors de l'opération Castor pour l'investissement de la « cuvette », et le 16 mars 1954 en pleine bataille de Diên Biên Phu. Le 6e BPC est anéanti à la fin de la bataille et à nouveau dissous. Il reste dans l'histoire comme ayant été le « Bataillon Bigeard ».

### Guerre d'Algérie
Le 6e régiment de  parachutistes coloniaux (6e RPC) est créé à Marrakech le 1er août 1955 à partir du reliquat du 6e BPC en provenance de Bayonne et de renforts provenant du 4e bataillon du 6e régiment de tirailleurs sénégalais.
En juillet 1957, le régiment fait mouvement sur l'Algérie et s'installe en 1957 à Chréa près de Blida qu'il quitte en mai 1961 pour Philippeville à la dissolution de la 10e division parachutiste.
Auparavant, il  participe à l'opération Kabylie 16, dans la région de Bordj Menaïel, du 6 au 11 janvier 1959, où 330 combattants indépendantistes sont mis hors de combat et qui voit la mort du capitaine Graziani Puis, le 28 mars 1959, dans le secteur de Djelfa-Bou Saâda, au cours d'un violent engagement, en mettant hors de combat le chef de la wilaya III, le colonel Amirouche, capturé par le capitaine Jean-Louis Gallet, commandant de la 1re compagnie du régiment. Amirouche est reconnu par ses anciens combattants ralliés a la France. Il en est de même du colonel Si El Haouès, capturé par les capitaines Louis Bole de Chaumont et Claude Mademba Sy, alors qu'il est à la tête de 200 combattants indépendantistes. Le régiment est parachuté en juillet 1959 dans l'Akfadou, en lever de rideau de l'opération Jumelles.

### De 1962 à 1998

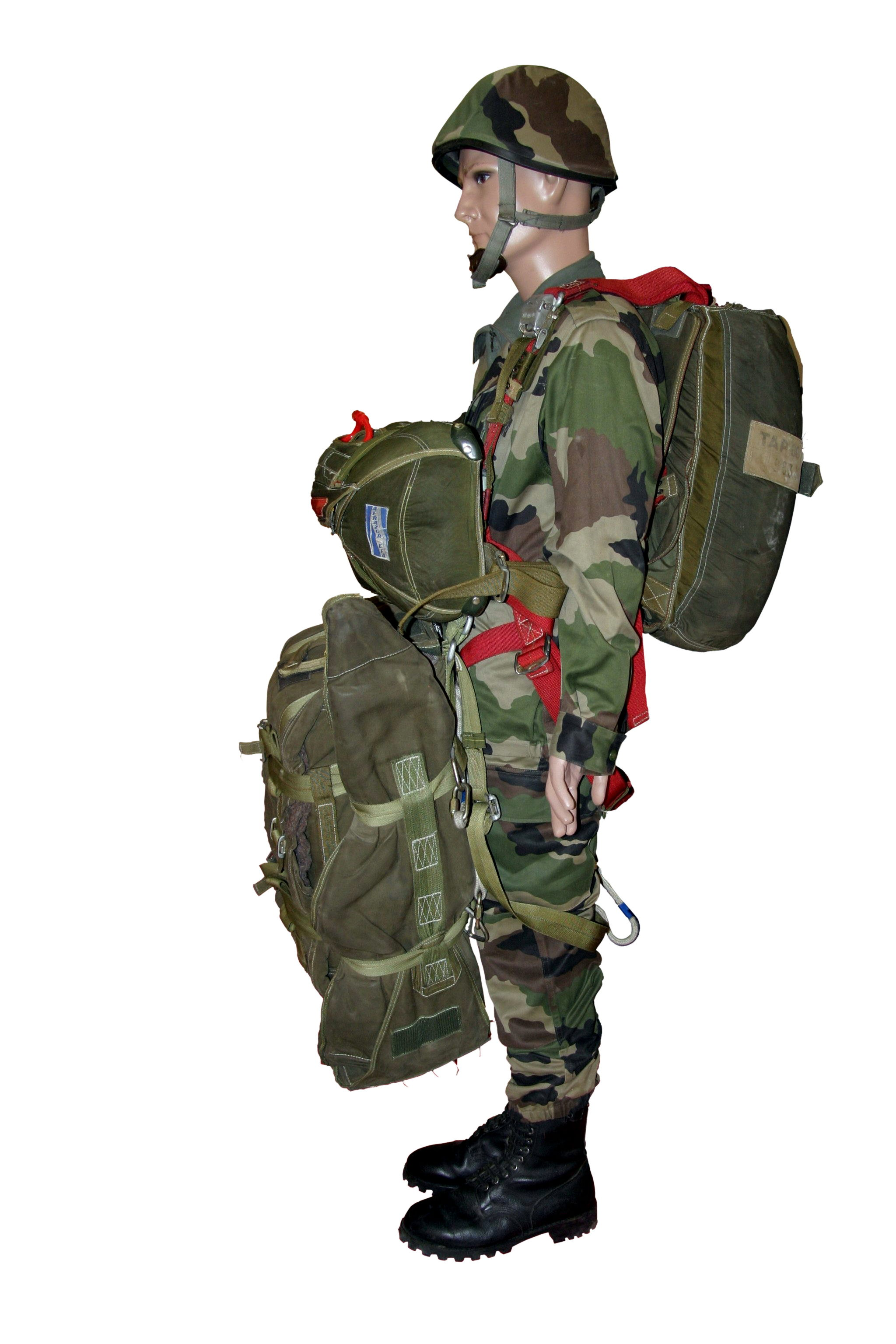

Le 6 juillet 1961, le 6e RPIMa quitte l'Algérie pour Verdun avant d'être transféré le 18 décembre 1962 à Mont-de-Marsan dans l'ancienne base d'instruction de la brigade de parachutistes coloniaux. Il est alors intégré à la  11e division légère d'intervention (la 11e DLI) qui devient ensuite la  11e division parachutiste (11e DP).
Le régiment est engagé en 1995, en ex-Yougoslavie. Les parachutistes occupent l'aéroport de Sarajevo.
Le 6e RPIMa est dissous à Mont-de-Marsan le 30 juin 1998 à la suite de la nouvelle structuration de l'armée et à sa professionnalisation.

### Depuis 2019
À l'été 2019, le centre de formation initiale des militaires du rang du camp de Caylus devient « CFIM- 6e RPIMa » .
Le 1er juillet 2025, le CFIM - 6e RPIMa change d'appellation et devient le 11e régiment parachutiste d'instruction et d'entraînement (11e RPIE). Il conserve le drapeau et les traditions du 6e régiment parachutiste d'infanterie de marine. 
Le 11e RPIE est chargé de la formation initiale des engagés volontaires des régiments de la 11e brigade parachutiste.

## Traditions
La fête des troupes de marine est célébrée à l'occasion de l'anniversaire de la bataille de Bazeilles, ce village qui a été quatre fois repris et abandonné sur ordres, les 31 août et 1er septembre 1870.
Et au Nom de Dieu, vive la coloniale, les Marsouins et les Bigors ont pour saint patron Dieu lui-même. Ce cri de guerre termine les cérémonies intimes qui font partie de la vie des régiments. Son origine est une action de grâces du révérend père Charles de Foucauld, missionnaire, voyant arriver à son secours les unités coloniales un jour où il était en difficulté avec une tribu locale.
La Saint-Michel, du nom de l'archange saint Michel, patron des parachutistes, est fêtée le 29 septembre, selon le calendrier commun.

### Devise
« CROIRE ET OSER »

### Insigne

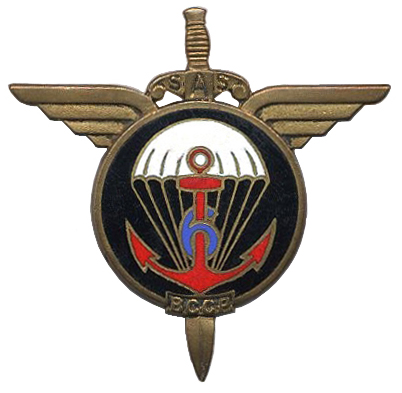
Insigne de poitrine du 6e BCCP
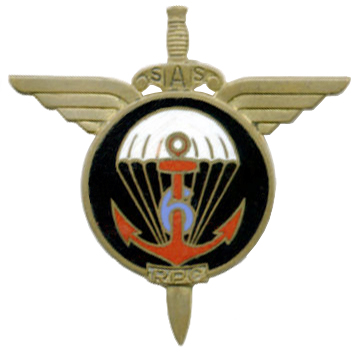
Insigne de poitrine du 6e RPC
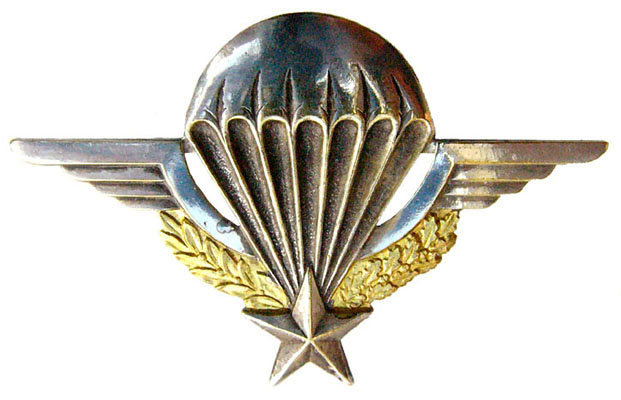
Brevet parachutiste
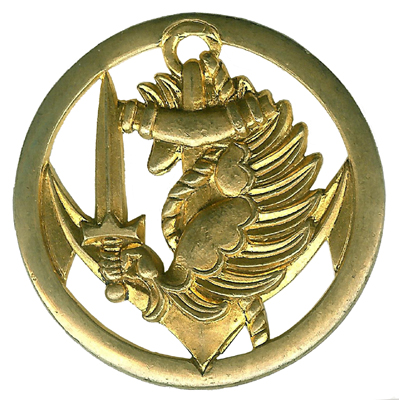
Ancien insigne de béret para des TDM
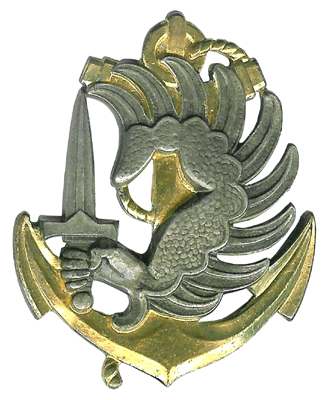
Actuel insigne de béret para des TDM
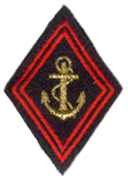
Insigne d'épaule gauche

Dans une rondache noire ornée d'or, un parachute blanc, des ailes et une ancre de marine amarante entourée du chiffre 6 en bleu marine symbolisent son appartenance aux troupes aéroportées d'infanterie de marine. Une épée basse et une inscription SAS gravée sur sa garde rappelle sa filiation avec la demi-brigade d'Indochine.
Son insigne a été modifié au niveau de l'inscription dans un cartouche dans la partie basse, « NS LAT » qui a été successivement « BCCP » puis « RPC » et enfin « RPIMa ». Bien entendu, le CFIM-6e RPIMa dispose d'un autre insigne que celui du régiment dont il est dépositaire des traditions.

### Drapeau
Le régiment est l'héritier du 6e BCCP créé en 1948 et du 6e RPC. Le drapeau du 6e RPIMa, héritier du 6e bataillon parachutiste porte l'inscription « INDOCHINE » avec cinq citations à l'ordre de l'armée pour les faits suivants :
- 1950 : Pho Trach et à Chaple ;
- 1951 : Mao Khé ;
- 1952 : Tu Lé ;
- 1953 : Langson ;
- 1954 : Dien Bien Phu.

Le drapeau du régiment a été remis au colonel Romain-Desfossés à Blida le 5 novembre 1957 par le général Gilles
En onze ans de campagne, il a perdu 23 officiers, 70 sous-officiers et 480 marsouins parachutistes.
Il porte, peintes à la main en lettres d'or dans ses plis, les inscriptions suivantes, :
- INDOCHINE 1949-1954 ;
- AFN 1952-1962.

### Décorations
Sa cravate est décorée de la croix de guerre des Théâtres d'opérations extérieurs avec cinq palmes et s'orne de la fourragère aux couleurs du ruban de la médaille militaire avec olive aux couleurs du ruban de la croix de guerre des Théâtres d'opérations extérieurs.

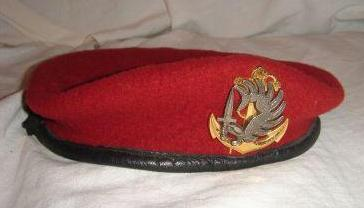
Le béret rouge (amarante) des paras TDM

## Chefs de corps
6e BCCP - 6e GCCP - 6e BPC
- 1948-1950 : chef de bataillon Vernières
- 1950-1951 : capitaine Henri Balbin[11]
- 1952-1954 : chef de bataillon Bigeard
- 1954-1954 : capitaine Pierre Porcher[12]
- 1954-1955 : chef de bataillon Victor Chaudrut

6e RPC - 6e RPIMa
- 1955-1958 : lieutenant-colonel Jacques Romain-Desfossés[13]
- 1958-1959 : lieutenant-colonel Ducasse[14]
- 1959-1962 : lieutenant-colonel Balbin
- 1962-1963 : lieutenant-colonel Picherit[15]
- 1963-1965 : lieutenant-colonel Bley
- 1965-1967 : lieutenant-colonel Jean Le Guillou[16]
- 1967-1969 : lieutenant-colonel Jean Ziegler[17]
- 1969-1971 : lieutenant-colonel Charles de Llamby
- 1971-1973 : lieutenant-colonel Vincendon
- 1973-1975 : lieutenant-colonel Pierre de Quengo de Tonquedec
- 1975-1977 : lieutenant-colonel Béal
- 1977-1979 : lieutenant-colonel Dentin
- 1979-1981 : colonel Bertin
- 1981-1983 : lieutenant-colonel Serpol
- 1983-1985 : lieutenant-colonel Urwald
- 1985-1987 : lieutenant-colonel Quadri
- 1987-1989 : lieutenant-colonel Bordron
- 1989-1991 : lieutenant-colonel Gandouly
- 1991-1993 : lieutenant-colonel Perrin
- 1993-1995 : lieutenant-colonel Champenois
- 1995-1997 : lieutenant-colonel Caille
- 1997-1998 : lieutenant-colonel Dumousseau

CFIM / 6e RPIMa
- 2016-2019 : lieutenant-colonel René Mercury[18]
- 2019-2021 : lieutenant-colonel Hervé Oldra
- 2021-2023 : lieutenant-colonel Éric Barrié
- depuis 2023 : lieutenant-colonel Stéphane Bonnard

## Faits d'armes faisant particulièrement honneur au régiment
- Bandera de Tu Le (préambule de la bataille de Na San)
- Bataille de Dien Bien Phu

## Personnalités ayant servi au sein du régiment
- Général Marcel Bigeard
- Général Lucien Le Boudec
- Général Patrice Caille
- Capitaine Jean Graziani
- Thibault de Montbrial
- René Resciniti de Says
- Jean Blain
- Philippe Blot, sous officier grand invalide de guerre, devenu professeur d obstétrique, premier chef de service de la maternité Robert Debre
- Georget (dit Georges) Bernier, plus connu sous le pseudonyme de Professeur Choron